# هانس شول
هانس فریتس شول (انگلیسی: Hans Fritz Scholl؛ زاده ۲۲ سپتامبر ۱۹۱۸ – درگذشته ۲۲ فوریهٔ ۱۹۴۳) از اعضای بنیانگذار جنبش رز سفید در دوران آلمان نازی بود. او همراه با خواهرش سوفی شول، توسط نازی‌ها در زندان اشتادلهایم مونیخ اعدام شد.

## زندگی‌نامه
هانس شول در شهر کریلزهایم در ایالت بادن-وورتمبرگ در آلمان متولد شد. پدرش رابرت شول، بعدها شهردار فورشتنبورگ شد. هانس دومین فرزند از شش کودک خانواده بود.
در سال ۱۹۳۳، او به حزب جوانان هیتلر ملحق شد، اما هنگامی که متوجه ماهیت آن شد، به سرعت از آن خارج شد. او ابتدا به لوتریانیسم گرایش پیدا کرد.

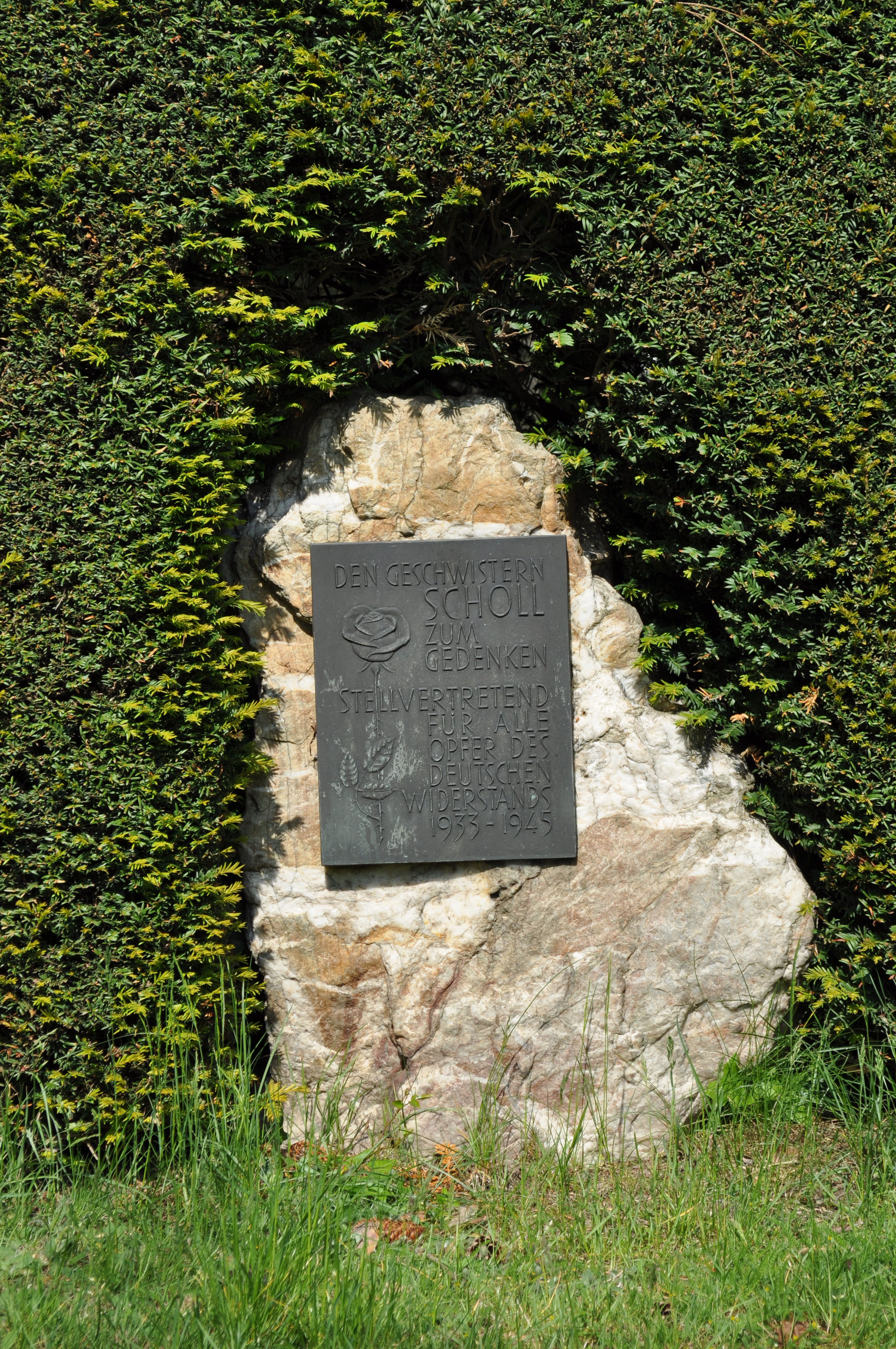
بنای یادبود هانس شول در Bommersheim